# Хмара (река)
Хмара — река в Смоленской области, левый приток Сожа, протекает по территории Глинковского и Починковского районов. Исток на востоке Починковской возвышенности в 1,5 км к юго-западу от деревни Ясенок Глинковского района. Устье северо-западнее деревни Базылевки Починковского района. Направление течения река несколько раз меняет с западного на южное и обратно. В верховьях Хмара течёт в узкой долине, затем долина расширяется, достигая 6—8 километров.
На реке находятся сёла Стригино, Мачулы, Липки, рядом с рекой — город Починок.
Название реки по всей видимости произошло от Древнерусского хмарь — сумрак. В некоторых старых источниках река называется Хмора.

## Притоки
(указано расстояние от устья)
- 77 км: ручей Хморка (пр)
- 62 км: река Каменка (лв)
- ? км: ручей Городня (пр)
- ? км: река Кочережка (лв)
- ? км: ручей Дертянка (лв)
- 47 км: река Глуботынь (лв)
- ? км: ручей Приречье (лв)
- ? км: ручей Боровка (пр)
- ? км: ручей Дертенка (лв)
- ? км: ручей Глистовка (пр)
- 29 км: река Лучесянка (пр)
- 16 км: река Свеча (лв)
- 7 км: ручей Вепрянка (лв)
- 6 км: ручей Сдобенка (лв)

## Достопримечательности
На левом берегу реки у деревни Климщина находится курганная группа из 38 курганов.